# 탈색

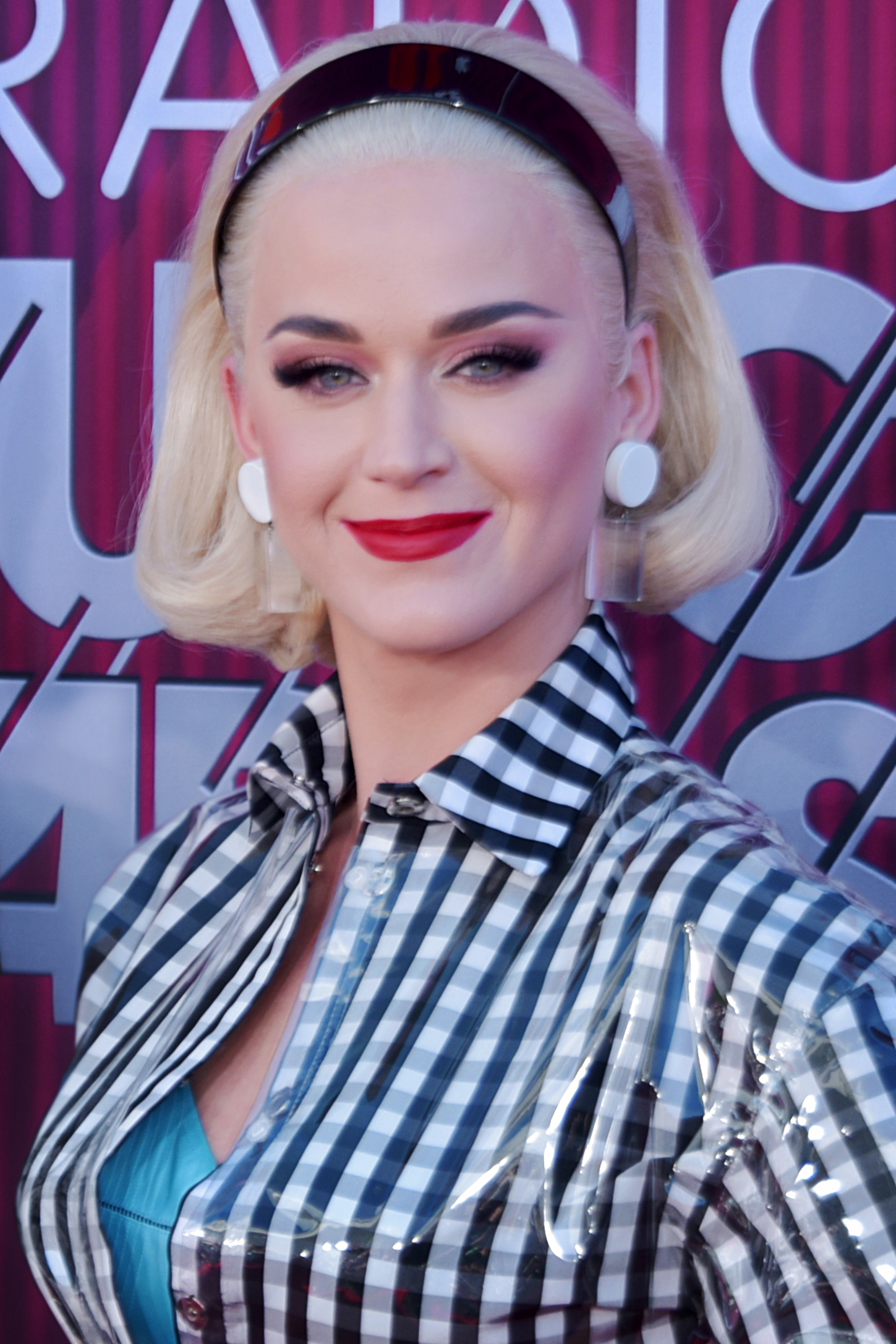
머리를 탈색한 가수 케이티 페리

탈색 또는 헤어 블리칭(hair bleaching)은 미용을 목적으로 탈색제를 사용하여 모발 색을 밝게 만드는 기법이다. 탈색은 단독으로 수행하거나 토너와 함께 사용하거나 추가적인 헤어 컬러링의 한 단계로서 수행할 수 있다. 가장 일반적인 상업용 탈색제는 과산화 수소와 과황산염이지만 역사적으로 황산, 잿물, 표백제와 같은 다른 물질이 사용되었다.